# Autobahnkreuz Erfurt
Das Autobahnkreuz Erfurt (Abkürzung: AK Erfurt; Kurzform: Kreuz Erfurt) ist ein Autobahnkreuz in Thüringen. Hier kreuzen sich die Bundesautobahn 4 (Aachen – Eisenach – Jena – Görlitz) (Europastraße 40) und die Bundesautobahn 71 (Sangerhausen – Schweinfurt).

## Geographie
Das Kreuz befindet sich einen Kilometer südwestlich des Erfurter Ortsteils Molsdorf auf dem Orgelberg und markiert den Südwestrand der Thüringer Landeshauptstadt Erfurt. Umliegende Orte sind Thörey, Ichtershausen, Kornhochheim und Eischleben. Es befindet sich etwa 10 km südwestlich der Erfurter Innenstadt und etwa 140 km nordöstlich von Würzburg. Das Kreuz Erfurt ist Teil des Erfurter Rings.
Das Autobahnkreuz Erfurt trägt auf der A 4 die Nummer 45, auf der A 71 die Nummer 12.

## Ausbauzustand
Die A 4 ist in diesem Bereich sechsstreifig ausgebaut. Die A 71 ist auf vier Fahrstreifen befahrbar. Alle Rampen sind einstreifig ausgeführt.

## Besonderheiten

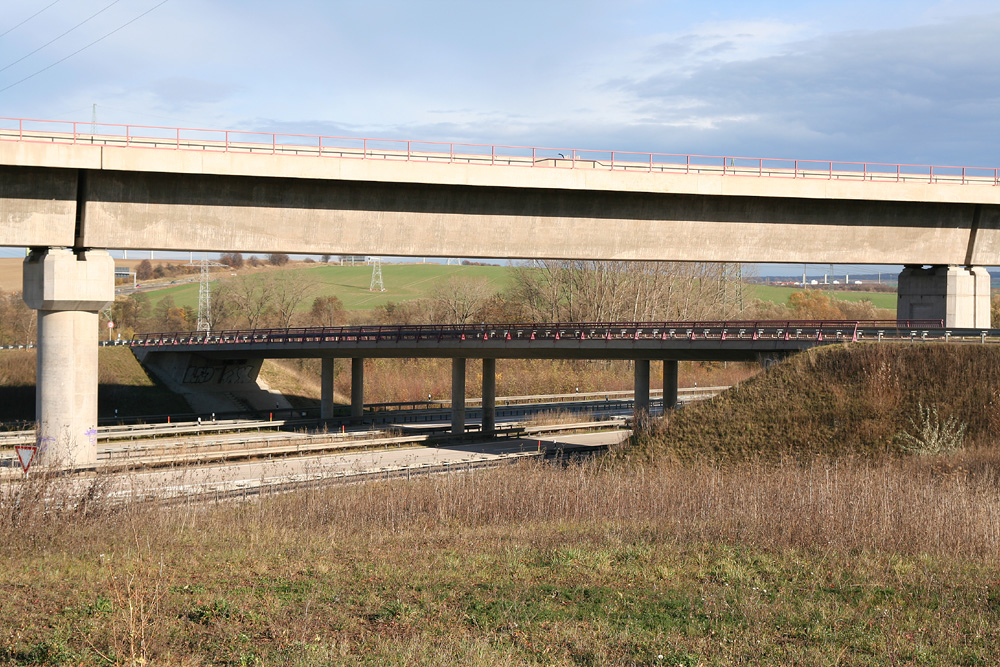
Die Geratalbrücke (oben) überspannt die A 71 (unten) und eine Kreisstraße (Mitte).

Die Neubaustrecke Ebensfeld–Erfurt überbrückt den östlichen Teil des Autobahnkreuzes sowie beide Autobahnen durch die Geratalbrücke Ichtershausen, bevor sie im weiteren Verlauf in Richtung Coburg teilweise parallel zur A 71 verläuft. Das Brückenbauwerk existiert bereits seit dem Jahr 2000, als es im Zuge des Neubaus der A 71 und des Autobahnkreuzes errichtet wurde. Die Inbetriebnahme erfolgte im Dezember 2017. Aufgrund des Kreuzungswinkels der beiden Autobahnen ist die Kleeblattform des Kreuzes etwas abgewandelt.
Das Autobahnkreuz ist Namensgeber des in der Nähe angesiedelten Gewerbegebiets Erfurter Kreuz, das größte Gewerbegebiet in Thüringen. 

## Verkehrsaufkommen
Das Kreuz wird täglich von etwa 87.000 Fahrzeugen befahren.
| Von                           | Nach                    | Durchschnittliche tägliche Verkehrsstärke | Durchschnittliche tägliche Verkehrsstärke | Durchschnittliche tägliche Verkehrsstärke | Anteil Schwerlastverkehr | Anteil Schwerlastverkehr | Anteil Schwerlastverkehr |
| Von                           | Nach                    | 2005                                      | 2010                                      | 2015                                      | 2005                     | 2010                     | 2015                     |
| ----------------------------- | ----------------------- | ----------------------------------------- | ----------------------------------------- | ----------------------------------------- | ------------------------ | ------------------------ | ------------------------ |
| AS Neudietendorf (A 4)        | AK Erfurt               | 58.300                                    | 47.900                                    | 58.000                                    | 15,4 %                   | 18,5 %                   | 17,4 %                   |
| AK Erfurt                     | AS Erfurt-West (A 4)    | 58.300                                    | 53.800                                    | 58.700                                    | 15,4 %                   | 17,0 %                   | 16,2 %                   |
| AS Erfurt-Bindersleben (A 71) | AK Erfurt               | 18.400                                    | 22.400                                    | 25.500                                    | 09,9 %                   | 11,6 %                   | 09,5 %                   |
| AK Erfurt                     | AS Arnstadt-Nord (A 71) | 19.600                                    | 28.800                                    | 32.000                                    | 09,7 %                   | 11,6 %                   | 11,5 %                   |